# حليم بيغاي
حليم بيغاي (بالألبانية: Halim Begaj‏) هو لاعب كرة قدم ألباني في مركز الدفاع، ولد في 29 نوفمبر 1985 في فلوره في ألبانيا. لعب مع نادي فلازنيا إشقودرة ونادي فلامورتاري فلوره.

## وصلات خارجية
- حليم بيغاي على موقع الاتحاد الأوربي (الإنجليزية)
- حليم بيغاي على موقع قاعدة بيانات كرة القدم.إي يو (الإنجليزية)
- حليم بيغاي على موقع Soccerway.com (الإنجليزية)
- حليم بيغاي على موقع عالم كرة القدم.نت (الإنجليزية)